# Yafúrida
Els yafúrides o Banu Yàfur, o yufírides o Banu Yúfir (àrab: بنو يعفر, Banū Yaʿfur o Banū Yuʿfir), també anomenats hiwàlides, foren una dinastia que va governar al Iemen entre 847 i 998, contemporanis del primer principat zaydita a Zabid. El nom correcte és yufírides i no el més habitual yafúrides, tal com explica al-Hamdaní, l'erudit iemenita del segle x i coetani de la dinastia.
Segurament fou sota el seu domini quan es va construir la gran mesquita de Xibam-Kawkaban sobre una mesquita ja existent. Pertanyien a la tribu dels Banu Hiwal (Dhi Hiwal) de Xibam-Kawkaban (a uns 40 km al nord-oest de Sanà) i van aprofitar per obtenir el poder durant les lluites entre dues faccions i aprofitant la debilitat creixent dels governadors abbàssides a la meitat del segle ix, sota Yúfir ibn Abd-ar-Rahman al-Hiwalí (837-872); el 837 va derrotar el governador abbàssida Himyar ibn al-Hàrith. Va controlar els territoris entre Sada i al-Djanad (prop de Taizz), però formalment van reconèixer la sobirania abbàssida dels quals es van considerar governadors sent reconegut vers el 848. Va abdicar ja vell i malalt, el 872, en el seu fill Muhàmmad.
Muhàmmad ibn Yúfir (872-882) el va succeir; el 876 va fer el pelegrinatge a la Meca i va deixar el govern al seu fill Ibrahim que després va conspirar per assassinat a Muhàmmad (i al seu germà Àhmad) durant una visita a Xibam, i els dos van morir (886). Això va provocar l'aixecament de diverses tribus; Ibrahim es va retirar a Xibam. El califa va enviar al Iemen a Alí ibn al-Hussayn per ajudar a Ibrahim (886-892) a mantenir el poder però aquest no va poder arribar fins al 895; no obstant llavors va poder pacificar la regió a l'entorn de Sanà on els yufírides van retornar al final del segle ix o començament del X dirigits aleshores per Àssad ibn Abi-Yúfir (892-922) mentre un imam de nom Murtada ibn Hadi ila-l-Haqq agafava el control de Zabid i Sa'dah (897). Àssad va continuar la lluita al front dels seus partidaris i va dominar una part del país. En aquest temps també van actuar al país els daïs fatimites ismaïlites Mansur al-Yaman i Alí ibn al-Fadl, que van reunir forces importants i van avançar cap al nord fins a Sanaa. Al-Hadi va morir el 911 i els dos fatimites es van esvair el 915. Àssad ibn Ibrahim al-Yufirí va poder restablir el control yufírida a Sanaa fins a la seva mort el 955. Un yufírida, Àhmad Nàssir ibn al-Mansur, hauria conquerit Aden abans de morir el 933.
Quan Àssad ibn Ibrahim va morir no va deixar instruccions per la successió i van esclatar lluites. Sanaa es va perdre davant l'imam zaydita de Zabid que dominava la Tihama i el darrer sobirà yufírida Abd-Al·lah ibn Qahtan ibn Abd-Al·lah, va morir a Ibb el 997 després de recórrer la Tihama i el sud del Iemen. Aquesta data marca el final efectiu de la dinastia.